# Gauliga Steiermark 1944./45.
Gauliga Steiermark u sezoni 1944./45. bio je drugi rang austrijskog nogometnog sustava unutar Trećeg Reicha.
Za vrijeme njemačke okupacije slovenski dio Štajerske, s nekim pripojenim područjima Donje i Gornje Štajerske, činila je posebnu upravnu jedinicu pod nazivom Donja Štajerska. Iz Gorenjske je Donjoj Štajerskoj pripojen dio kotara Kamnik (općina Trojane), dio kotara Litija (općine Zagorje, Mlinše, Dole, Polšnik i Sv. Jurij pod Kumom), a u Dolenjskoj dio kotara Krško (općine Boštanj, Bučka, Reka, Studenec, Krško, Leskovec, Cerklje, Radeče, Št. Janž i dijelovi općina Tržišče, Škocjan i Sv. Križ pri Kostanjevici).
Ovo je bilo posljednje izdanje u kojem su slovenske ekipe sudjelovale u nogometnom susatvu Trećeg Reicha. Od 1945. ponovno igraju u jugoslavenskom nogometnom sustavu.

## Novosti
Unatoč velikim naporima Štajerskog domovinskog saveza da sportskim klubovima osigura što normalnije uvjete za djelovanje, donjoštajerski sport, a time i nogomet, bio je na rubu opstanka. Sve više nogometaša bilo je mobilizirano, a ostali, zbog teških uvjeta i gole borbe za opstanak, nisu mogli puno razmišljati o nogometu. U takvim uvjetima bilo je gotovo nemoguće očekivati organizaciju bilo kakvog sportskog događaja, a kamoli nogometnog prvenstva. Budući da nije bilo nikakvih informacija o organizaciji natjecanja ni od Štajerskog domovinskog saveza ni od okružnog sportskog direktora Paula Geißlera, koji je nešto manje od dva mjeseca prije bio u Mariboru i obećao upravi Rapida svijetlu budućnost, donjoštajerska nogometna javnost bila je uvjerena da će nogometna lopta ostati mirna na donjoštajerskim zelenim terenima u sezoni 1944./45. Velika prekretnica dogodila se sredinom kolovoza 1944. godine kada je, na iznenađenje svih, u Marburger Zeitungu objavljen tekst kojim se najavljuje početak jesenskog prvenstva u Gauligi Steiermark, ovaj put u nešto ranijem terminu. Prvenstvo 1944./45. tako je ponovno, manje-više očekivano, doživjelo potpunu reorganizaciju sustava natjecanja. Zbog sve teže situacije Trećeg Reicha i problema s prometnim vezama, Gauliga Steiermark bila je podijeljena u tri skupine: skupinu Steiermark – Nord, u kojoj su se nalazile momčadi iz mjesta sjeverno od grada Graza (BSG Böhler Kapfenberg, LSV Zeltweg, BSG Felten Bruck, RSG Mürzuschlag, KSG Knittelfeld, Kapfenberg SC, BSG Donawitz), skupinu Steiermark –  Mitte, u kojoj su se nalazile momčadi iz šireg područja Graza (SK Sturm Graz, BSG Rosental, SG Reichsbahn Graz, SS Graz, TuS Leibnitz, Grazer AK, Sportklub Graz, BSG Puch Graz), te skupinu Steiermark – Süd, u kojoj su se nalazile donjoštajerske momčadi ŠD Železničar Maribor (SG Reichsbahn Marburg), Rapid Maribor (SV Rapid Marburg), SD Trbovlje (SG Trifail) i novajlija u ligi, ŠD Slovenj Gradec (MSV Windischgrätz). U jesenskom dijelu prvenstva 1944./45., koje se trebalo održati između 20. kolovoza i 8. listopada, prvi put su sve momčadi Donje Štajerske bile okupljene u samostalnoj skupini unutar Gaulige Steiermark.

## Sezona
Da se do posljednjeg trenutka nije znalo hoće li prvenstvo uopće biti organizirano, govori i podatak da je tek 17. kolovoza – samo tri dana prije početka prvenstva – u novinama Marburger Zeitung objavljen poziv uprave Rapida igračima da dođu na obavezni sastanak i trening prije početka nove sezone u Gauligi Steiermark, dok je gradski rival Železničar to učinio samo dan prije Rapida.
Dugo iščekivana, ali vrlo neizvjesna nogometna sezona na donjoštajerskim nogometnim terenima započela je 21. kolovoza mariborskim rivalima Rapidom i Železničarom, a gledatelji su vidjeli iznenađujuće kvalitetnu utakmicu kojoj je Železničar u konačnici dobili rezultatom 4:1 (2:0).
SG Trifail ušao je u prvenstvo kao veliki favoriti, a nakon nekoliko pobjeda protiv jačih i iskusnijih protivnika u pripremnom razdoblju, donjoštajerska nogometna javnost puno je očekivala i od celjske ekipe BSG Westen Cilli, koja je imala možda i najkvalitetniji sastav od svih donjoštajerskih momčadi koje su sudjelovale, a BSG Westen je tada bio vjerojatno jedini sportski klub na ovim prostorima koji je zbog financijskih razloga potpora celjske tvornice emajliranog posuđa Westen, nije se suočavala s teškim nedostatkom financijskih sredstava za opstanak kluba. No, kako nogometaši Westena, koje su celjski nogometni navijači prozvali Posodarji, tako i nogometaši SG Trifaila u uvodnom kolu nisu mogli pokazati svoju kvalitetu donjoštajerskoj nogometnoj javnosti, jer su Celjani bili slobodni u prvom kolu, a Trbovljani nakon dugotrajnih pregovora klupskih uprava nisu ni kročili na nogometni travnjak jer im je protivnik, MSV Windischgrätz, otkazao utakmicu zbog ratnih prilika. Ovo otkazivanje utakmice nagovijestilo je da će budućnost skupine Steiermark – Süd još uvijek biti vrlo neizvjesna.
Slično je bilo i u drugom kolu, kada je zbog zračnih napada otkazan susret između SG Trifaila i mariborskih željezničara. Dakle, na mariborski travnjak samo su zakoračiliigrači BSG Westen Cillija i Rapida, a vrijedi istaknuti kako su Celjani bili veliki favorit na otvaranju sezone. Westen je na kraju slavio s 2:1.

U tom je trenutku već bilo jasno da nijedno kolo u skupini Steiermark – Süd vjerojatno neće biti dovršeno u cijelosti. Ponegdje su problem pokušavale riješiti tako što su uprave klubova pokušavale dogovoriti domaćinstvo utakmica u Mariboru, koji je bio najsigurniji od svih gradova u Donjoj Štajerskoj, ali je i ta ideja propala jer je put do Maribora bio vrlo težak, pogotovo za nogometaše Trbovlja i Slovenj Gradeca.

U idućem kolu otkazane su sve utakmice, jer je unatoč promjeni mjesta otkazan susret između mariborskog Železničara i MSV Windischgrätza, a još prije toga uprava SG Trifaila otkazala je dolazak na utakmicu u Celje. Zbog niza otkaza i najveći domaći ljubitelji nogometa počeli su se pitati ima li uopće smisla igrati nogomet u skupini Steiermark – Süd.
Nakon tjedna pauze i hrpe tekstova iz Marburger Zeitunga, koji je u svojoj sportskoj rubrici opširno izvještavao o nogometnim aktivnostima u Trećem Reichu i pokušavao prikazati privid normalnosti, uz veliku pompu najavljeno je četvrto kolo u skupini Steiermark – Süd, u kojem su bile na rasporedu utakmice Rapid Maribor – MSV Windischgrätz i BSG Westen – Železničar Maribor. Bez obzira na to što je Marburger Zeitung 8. rujna izvijestio da Rapid Maribor ide na premijerno gostovanje u Slovenj Gradec, dan nakon toga sve se pokazalo kao bacanje novca. Domaća momčad MSV Windischgrätz (očekivano) otkazala je utakmicu u zadnji čas, što je značilo da slovenjgradska momčad nije odigrala niti jednu od četiri utakmice predviđene za prvenstvo, a pitanje je bilo hoće li i kada Korušci uopće kročiti na donjoštajerske nogometne terene. Nogometnu čast Donje Štajerske barem su djelomično spasili Železničar i Westen, koji su u Mariboru odigrali utakmicu u kojoj je favorizirana momčad BSG Westena pobijedila 3:1. Novine Marburger Zeitung izvijestile su da su dvije momčadi igrale pred izvanrednom kulisom, jer je stadion Železničara navodno bio pun do posljednjeg mjesta, no ovu tvrdnju treba uzeti s rezervom, jer bi čak i površnom poznavatelju tadašnje društveno-političke situacije zdrav razum rekao da su stanovnici Donje Štajerske u dotičnom razdoblju imali puno veće brige od toga kako će se odigrati derbi između dvije najbolje momčadi Donje Štajerske u sezoni 1944./45.
I donjoštajerskim sportskim djelatnicima i okružnom sportskom direktoru već je tada bilo jasno da im vrijeme polako ističe i da više neće moći obmanjivati javnost i samo prikazivati normalne aktivnosti na nogometnim terenima. Na potvrdu toga donjoštajerska nogometna javnost nije morala dugo čekati. Već 20. rujna u Marburger Zeitungu objavljena je najava o budućnosti nogometnog natjecanja u skupini Steiermark – Süd Gaulige Steiermark:

"Zadnje kolo u skupini Steiermark – Süd Gaulige Steiermark bilo je na rasporedu prošle nedjelje. Utakmice su ponovno, kao i neke prethodne, otkazane i odgođene za neki kasniji termin. Ostaje nejasan odnos snaga između klubova u skupini Donja Štajerska, jer su mariborski klubovi Rapid i Železničar te celjski Westen Cilli osvojili dva od moguća četiri boda, dok su Trifail i Windischgrätz još nije intervenirao u lokalna nogometna zbivanja Trenutno je nemoguće predvidjeti kada ćemo dobiti odgovore na ova pitanja."

Iz teksta se jasno vidi da je konačno završeno natjecanje u skupini Steiermark – Süd Gaulige Steiermark, a većini je jasno da je to vjerojatno i kraj nastupa donjoštajerskih nogometnih klubova u sustavima natjecanja Trećeg Reicha.

## Natjecanje
Prvenstvo u Štajerskoj odigrano je 1944./45. u 3 skupine s brojnim novim momčadima (BSG Böhler Kapfenberg, BSG Felten Bruck, SS-SG Graz, MSV Windischgrätz, BSG Westen Cilli, KSG Austria Knittelfeld). Pobjednici skupina su trebali imati razigravanje za ukupni naslov – to se nije dogodilo, sve 3 skupine su napuštene u zimu 1944./45. zbog rata.

### Srednja skupina
| mj.                                                 | klub               | ut. | pob. | ner. | por. | gol+ | gol- | kvoc  | bod |
| --------------------------------------------------- | ------------------ | --- | ---- | ---- | ---- | ---- | ---- | ----- | --- |
| 1.                                                  | SG Reichsbahn Graz | 7   | 7    | 0    | 0    | 23   | 6    | 3,833 | 14  |
| 2.                                                  | BSG Rosental       | 7   | 5    | 0    | 2    | 21   | 10   | 2,100 | 10  |
| 3.                                                  | SK Sturm Graz      | 7   | 4    | 0    | 3    | 32   | 12   | 2,666 | 8   |
| 4.                                                  | SS-SG Graz         | 7   | 4    | 0    | 3    | 14   | 12   | 1,166 | 8   |
| 5.                                                  | BSG Puch Graz      | 7   | 4    | 0    | 3    | 13   | 15   | 0,866 | 8   |
| 6.                                                  | Grazer AK          | 7   | 3    | 0    | 4    | 20   | 30   | 0,333 | 6   |
| 7.                                                  | TuS Leibnitz       | 7   | 1    | 0    | 6    | 13   | 24   | 0,541 | 2   |
| 8.                                                  | Grazer SC          | 7   | 0    | 0    | 7    | 2    | 29   | 0,068 | 0   |
| Posljednje utakmice odigrane su 29. listopada 1944. |                    |     |      |      |      |      |      |       |     |
| Izvori:                                             |                    |     |      |      |      |      |      |       |     |

### Sjeverna skupina
| mj.                                                | klub                    | ut. | pob. | ner. | por. | gol+ | gol- | kvoc  | bod |
| -------------------------------------------------- | ----------------------- | --- | ---- | ---- | ---- | ---- | ---- | ----- | --- |
| 1.                                                 | Kapfenberger SC         | 4   | 4    | 0    | 0    | 20   | 4    | 5,000 | 8   |
| 2.                                                 | BSG Felten Bruck        | 4   | 2    | 1    | 1    | 16   | 13   | 1,230 | 5   |
| 3.                                                 | Reichsbahn Mürzzuschlag | 5   | 2    | 1    | 2    | 11   | 14   | 0,785 | 5   |
| 4.                                                 | BSG Donawitz            | 1   | 0    | 1    | 0    | 2    | 2    | 1,000 | 1   |
| 5.                                                 | KSG Austria Knittelfeld | 3   | 0    | 1    | 2    | 5    | 8    | 0,625 | 1   |
| 6.                                                 | BSG Böhler Kapfenberg   | 3   | 0    | 0    | 3    | 2    | 15   | 0,133 | 0   |
| Posljednje utakmice odigrane su 8. listopada 1944. |                         |     |      |      |      |      |      |       |     |
| Izvori:                                            |                         |     |      |      |      |      |      |       |     |

### Južna skupina
- Trifail → Trbovlje
- Marburg → Maribor
- Cilli → Celje
- Reichsbahn → Železničar
- Windischgrätz→ Slovenj Gradec

| mj.                                             | klub                  | ut. | pob. | ner. | por. | gol+ | gol- | kvoc  | bod |
| ----------------------------------------------- | --------------------- | --- | ---- | ---- | ---- | ---- | ---- | ----- | --- |
| 1.                                              | SG Reichsbahn Marburg | 2   | 1    | 0    | 1    | 5    | 4    | 1,250 | 2   |
| 2.                                              | BSG Westen Cilli      | 2   | 1    | 0    | 1    | 4    | 3    | 1,333 | 2   |
| 3.                                              | SV Rapid Marburg      | 2   | 1    | 0    | 1    | 3    | 5    | 0,600 | 2   |
| 4.                                              | MSV Windischgrätz     | 0   | 0    | 0    | 0    | 0    | 0    | 0     | 0   |
| 5.                                              | SG Trifail            | 0   | 0    | 0    | 0    | 0    | 0    | 0     | 0   |
| Posljednje utakmice odigrane su 10. rujna 1944. |                       |     |      |      |      |      |      |       |     |
| Izvori:                                         |                       |     |      |      |      |      |      |       |     |

## Donjoštajerska nogometna liga
U sezoni 1944./45. donjoštajerska nogometna liga nije se igrala.

## Poveznice
- Gauliga Donau-Alpenland 1944./45.

## Vanjske poveznice
- Tin Mudražija, Zgodovina nogometa v Kraljevini SHS/Jugoslaviji in v času okupacije, 2016.
- RSSSF
- Štajerska ljestvica 1920.-1945.
- Aleš Marđetko, Športno dogajanje v okupiranem Celju (1941 – 1945)
- Austria Soccer